# Татарская улица (Москва)
Тата́рская у́лица — улица в центре Москвы в районе Замоскворечье между Большим Татарским переулком и Зацепским Валом.

## История
В прошлом — Малая Татарская улица, названная по расположению на месте, где в XVII веке находилась Татарская слобода. С 1954 года называется Татарская улица.

## Описание
Татарская улица начинается от Большого Татарского переулка приблизительно напротив Большой Татарской улицы, проходит на юг до Садового кольца, где заканчивается на Зацепском Валу напротив Павелецкой площади и Кожевнической улицы.

## Здания и сооружения
По нечётной стороне:
- № 1 —  Замоскворецкий районный суд Москвы; Замоскворецкая межрайонная прокуратура Москвы (ЦАО: Замоскворечье, Якиманка);

По чётной стороне:
- № 14 — Московский городской союз автомобилистов (МГСА);
- № 20 — Медсанчасть № 32 (Мосгортранса).
- Михайловский сад (при усадьбе М. Ф. Михайлова, которая располагается по ул. Бахрушина).

## См.также
- Татарская слобода Москвы
- Большая Татарская улица